# Lagoa Mundaú
A lagoa Mundaú é uma laguna do estado brasileiro de Alagoas. Localiza-se entre os municípios de Maceió (capital do estado), Santa Luzia do Norte e Coqueiro Seco.

## Topônimo
"Mundaú" é um termo de origem tupi que significa Rio dos ladrões, ou bebedouro dos ladrões.

## Características
Com uma área de 23 quilômetros quadrados, a laguna interliga-se com o mar através de uma extensa rede de canais que cortam a planície formando dezenas de pequenas ilhas. O vasto manguezal e a grande variedade de peixes, crustáceos e moluscos constituem características marcantes desse ambiente de rara beleza.
Também ao sul de Maceió estão localizadas as lagoas Manguaba, Roteiro e Jequiá.

## Poluição
Apesar da impressionante beleza natural, a lagoa Mundaú sofre com problemas causados pela poluição, principalmente devido à dispensa de dejetos oriundos do sistema de esgoto das cidades circunvizinhas, sobretudo Maceió.
Outra ameaça ao ecossistema da laguna é a atividade de extração de sal-gema da Braskem.

## As Nove Ilhas
As Nove Ilhas são um arquipélago formado por nove ilhas, umas das quais funciona um complexo hoteleiro, que são uma das grandes atrações turísticas maceioenses. Essas ilhas foram formadas por sedimentos deixados pelo rio Mundaú e rio Paraíba do Meio, que se acumularam, formando o arquipélago. A palavra Maceió vem da língua tupi-guarani e significa "o que tapa o alagadiço", ou seja, as ilhas taparam pouco a pouco a foz do rio Mundaú, fazendo com que a água se acumulasse formando o grande complexo estuarino Mundaú-Manguaba. As ilhas, nenhuma delas habitada, são as seguintes:
- Ilha do Irineu — Tem esse nome por causa de um pescador, chamado Irineu, que é bastante conhecido nacionalmente por ser um dos poucos trígamos do Brasil.[6][7]
- Ilha das Andorinhas — Tem esse nome porque há vários ninhos de andorinhas na ilha, e por estar no roteiro migratório dessas aves. É propriedade particular, tem 11,5 hectares (0,11 km²) de área, é coberta de coqueiros e rodeada de manguezais.[6][7]
- Ilha do Fogo — Possui esse nome porque no local havia um alambique de pinga, que faliu anos depois porque os funcionários consumiam o produto.[6][7]
- Ilha de Santa Marta — O nome é uma homenagem a Santa Marta.[6][7]
- Ilha do Almirante — Tem esse nome porque lá viveu um almirante que lá faleceu.[6][7]
- Ilha do Coqueiro Só — Tem esse nome porque em 1989 uma enchente devastou a ilha e só sobreviveu um coqueiro.[6][7]
- Ilha das Cabras — Tem esse nome porque um fazendeiro criava cabras na ilha, mas teve que interromper a criação por causa da poluição que provocava.
- Ilha Bora-Bora — Ganhou esse nome porque o povo da região encurtava a palavra embora para bora, quando queria ir para a ilha. Foi construído um complexo hoteleiro na ilha, mas parou de funcionar devido a restrições do IMA.[necessário esclarecer][6][7]
- Ilha de Santa Rita — Pertence ao município de Marechal Deodoro. É a maior ilha lacustre do país, pois possui 12 km². Atualmente a ilha é uma área de proteção ambiental, em virtude da sua rica biodiversidade.[6][7]